# Pueblo Viejo, Coacoatzintla
Pueblo Viejo är en ort i Mexiko.   Den ligger i kommunen Coacoatzintla och delstaten Veracruz, i den sydöstra delen av landet, 230 km öster om huvudstaden Mexico City. Pueblo Viejo ligger 1 929 meter över havet och antalet invånare är 314.
Terrängen runt Pueblo Viejo är lite bergig. Runt Pueblo Viejo är det ganska tätbefolkat, med 172 invånare per kvadratkilometer. Närmaste större samhälle är Xalapa, 16,8 km söder om Pueblo Viejo. I omgivningarna runt Pueblo Viejo växer huvudsakligen savannskog.